# جيزيلا بونس دي ليون
جيزيلا بونس دي ليون (بالإسبانية: Gisela Ponce de León)‏ هي مغنية وممثلة بيروفية، ولدت في 12 أبريل 1985 في بيرو.

## وصلات خارجية
- جيزيلا بونس دي ليون على موقع IMDb (الإنجليزية)
- جيزيلا بونس دي ليون على موقع روتن توميتوز (الإنجليزية)
- جيزيلا بونس دي ليون على موقع ديسكوغز (الإنجليزية)
- جيزيلا بونس دي ليون على موقع قاعدة بيانات الفيلم (الإنجليزية)
- جيزيلا بونس دي ليون على موقع كينوبويسك (الروسية)